# 小川守之
小川 守之（おがわ もりゆき、1946年（昭和21年）11月7日 - ）は、日本の建築家。株式会社小川守之建築設計事務所。東京大学においては吉武泰水に師事。妻は料理研究家でBIGMENU主宰の小川範子。

## 略歴
- 1946年 東京都世田谷区生まれ。
- 1970年 東京大学建築学科卒業
- 1970年 松田平田坂本設計事務所
- 1972年 HKPA Architects(London)
- 1973年 GLC(大ロンドン市)建築・都市計画局ハウジング部門
- 1976年 創和設計東京事務所
- 1980年 小川守之建築・設計事務所
- 1987年 株式会社　小川守之建築・設計事務所

- 1982年 関東学院大学建築学科　講師(現職)
- 1996年 日本大学理工学部建築学科　講師(-2002）
- 2001年 明海大学不動産学部　講師(現職)

## 主な著作
- 1976年「最新建築英和辞典」訳　日本ビジネスレポート刊
- 1980年「建築家マッキントッシュ」著　相模書房刊
- 2000年「ジェームズ・スターリング」訳　鹿島出版会刊
- 2016年「アイノ・アールト」訳　TOTO出版刊

## 人物
無類の映画好きでもあり、劇場にも足しげく通う他、配信作やDVDを含め年間100本近くの作品を視聴する。